# Hermanni Pihlajamäki

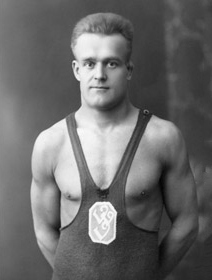
Hermanni Pihlajamäki

Hermanni Pihlajamäki (* 11. November 1903 in Nurmo; † 4. Juni 1982 in Ähtäri) war ein finnischer Ringer.
Hermanni Pihlajamäki war ein jüngerer Cousin des größten finnischen Ringers aller Zeiten Kustaa Pihlajamäki. Dieser Familientradition folgend, wurde auch der junge Hermanni Ringer und wuchs ebenfalls in die finnische Spitzenklasse hinein. 1929 wurde er finnischer Vizemeister im griechisch-römischen Stil im Leichtgewicht. Er startete für den Ringerverein Vaasan Voima-Veikot. Hermanni, eigentlich ein Federgewichtler (bis 61 kg Körpergewicht), startete oftmals im Leichtgewicht (bis 66 kg Körpergewicht), um Kustaa aus dem Weg zu gehen. Er hatte aber in Finnland in dieser Gewichtsklasse in Aarne Reini, Aarne Mäki und Lauri Koskela schwerste Konkurrenz. Der größte Erfolg Hermanni Pihlajamäkis war der Olympiasieg 1932 in Los Angeles im Federgewicht, freier Stil. Auch 1936 gewann er bei den Olympischen Spielen in Berlin noch einmal eine Medaille.
Hermanni Pihlajamäki war Polizeibeamter.

## Internationale Erfolge
(OS = Olympische Spiele, EM = Europameisterschaft, Fe = Federgewicht, Le = Leichtgewicht, F = Freistil, GR = griechisch-römischer Stil)
- 1931, 1. Platz, EM in Budapest, F, Fe, mit Siegen über Sven Thelander, Schweden und Jean Chasson, Frankreich;
- 1932, Goldmedaille, OS in Los Angeles, F, Fe, mit Siegen über Herbert Rowland, Kanada, Edgar Nemir, USA, Christian Schack, Dänemark, Ioannis Farmakidis, Griechenland und Einar Karlsson, Schweden;
- 1935, 2. Platz, EM in Kopenhagen, GR, Fe, mit Siegen über Göte Persson, Schweden, Aage Meier, Dänemark, Svend Martinsen, Norwegen, František Špatenka, ČSR und einer Niederlage gegen Sebastian Hering, Deutschland;
- 1935, 2. Platz, EM in Brüssel, F, Le, mit Siegen über Jean Lalemand, Belgien, Arthur Thompson, Wolfgang Ehrl, Deutschland, Fritz Vordermann, Schweiz und Niederlagen gegen Einar Karlsson und Károly Kárpáti, Ungarn;
- 1936, Bronzemedaille, OS in Berlin, F, Le, mit Siegen über Sadık Soğancı, Türkei, Thompson, Lalemand, Charles Delporte, Frankreich und Niederlagen gegen Wolfgang Ehrl und Kárpáti;
- 1937, 4. Platz, EM in München, F, Le, mit Siegen über Jean Vaissier, Frankreich und František Kocůrek, ČSR und Niederlagen gegen Gösta Frändfors, Schweden und Heinrich Nettesheim, Deutschland

## Finnische Meisterschaften
Hermanni Pihlajamäki gewann insgesamt sechs finnische Meistertitel.